# Saison 2012 du Cerezo Osaka
Maillots
Dernière mise à jour : 1 octobre 2012.
Chronologie
Saison précédente Saison suivante
La saison 2012 du Cerezo Osaka est la 2e saison consécuctive du club en première division du championnat du Japon, et la 13e au sein de l'élite du football japonais.